# Arda Turan
Arda Turan (Istanboel, 30 januari 1987) is een Turks trainer en oud-voetballer. Turan speelde tussen 2006 en 2017 in het Turks voetbalelftal.

## Clubcarrière

### Galatasaray
Turan komt uit de jeugdopleiding van Galatasaray. Hij werd in het seizoen 2004/05 naar de eerste ploeg van Galatasaray overgeheveld door de toenmalige trainer Gheorghe Hagi. 

### Manisaspor
Omdat hij niet veel speelkansen kreeg, werd hij voor een jaar verhuurd aan Manisaspor in het seizoen 2005/06. 

### Galatasaray
Bij zijn terugkomst van Manisaspor was hij een van de basisspelers geworden bij Galatasaray.

### Atlético Madrid
Turan tekende in 2011 een contract tot medio 2016 bij Atlético Madrid, dat circa € 12 miljoen voor hem betaalde aan Galatasaray. Met Atlético won hij in 2012 zowel de UEFA Europa League als de UEFA Super Cup, in 2013 de Copa del Rey en in 2014 het Spaanse landskampioenschap. Ook bereikte hij in 2014 de finale van de UEFA Champions League met de club. Daarin was stadsgenoot Real Madrid de betere.

### FC Barcelona
Het dan net Spaans landskampioen geworden FC Barcelona kondigde op 6 juli 2015 aan dat het een akkoord had bereikt met Atlético Madrid over een overname van Turan. Atlético zou € 34 miljoen voor hem krijgen, met nog tot € 7 miljoen extra aan bonussen in het vooruitzicht. Turan tekende een contract tot medio 2020.  Daarmee was zijn overgang nog niet definitief, want Barcelona stond aan de vooravond van verkiezingen voor een nieuwe voorzitter. Die mocht de transfer nog tot 20 juli afkeuren. Zou dit gebeuren, dan zou Atlético € 4,1 miljoen van het transferbedrag mogen houden. Nadat zittend voorzitter Josep Maria Bartomeu op 19 juli 2015 werd herkozen, bleef afkeuring van de transfer uit en werd Turans overgang definitief. Dit betekende dat hij vanaf 1 januari 2016 voor de club zou mogen spelen. Tot die datum mocht geen enkele nieuwe aankoop voor FC Barcelona in actie komen, omdat de club was bestraft vanwege het overtreden van regels bij het aantrekken van minderjarige spelers. Turan werd bij Barcelona nooit een basisspeler. Hij kwam in twee jaar tot 36 competitiewedstrijden voor de club. In het seizoen 2017/18 speelde hij geen enkele wedstrijd.

### Istanbul Başakşehir
De inmiddels bij FC Barcelona afgeschreven voetballer werd tot het einde van zijn contract verhuurd aan Istanbul Başakşehir, op dat moment de koploper in de Süper Lig. Başakşehir vernietigde de huurovereenkomst een half seizoen eerder dan afgesproken. Het resterende halve seizoen bracht Turan clubloos door, totdat hij in de zomer een contract van 2 jaar tekende bij zijn jeugdliefde Galatasaray.

### Galatasaray
Door een zware blessure van keeper Fernando Muslera werd hij in de beginperiode de eerste captain van het team. Zijn tijd bij Galatasaray bracht hij vooral door als routinier. Na afloop van zijn contract volgde geen verlenging, waarna Turan enkele dagen na het sluiten van de transferperiode zijn afscheid in het professioneel voetbal aankondigde.

## Clubstatistieken
| Seizoen         | Club                  | Competitie       | Competitie | Competitie | Beker | Beker | Supercup | Supercup | Europa | Europa | Totaal | Totaal |
| Seizoen         | Club                  | Competitie       | Wed.       | Dlp.       | Wed.  | Dlp.  | Wed.     | Dlp.     | Wed.   | Dlp.   | Wed.   | Dlp.   |
| --------------- | --------------------- | ---------------- | ---------- | ---------- | ----- | ----- | -------- | -------- | ------ | ------ | ------ | ------ |
| 2004/05         | Galatasaray           | Süper Lig        | 1          | 0          | 1     | 0     | 0        | 0        | 0      | 0      | 2      | 0      |
| 2005/06         | → Manisaspor          | Süper Lig        | 15         | 2          | 0     | 0     | 0        | 0        | 0      | 0      | 15     | 2      |
| 2006/07         | Galatasaray           | Süper Lig        | 26         | 5          | 0     | 0     | 0        | 0        | 7      | 2      | 33     | 7      |
| 2007/08         | Galatasaray           | Süper Lig        | 30         | 7          | 0     | 0     | 0        | 0        | 0      | 0      | 30     | 7      |
| 2008/09         | Galatasaray           | Süper Lig        | 29         | 8          | 0     | 0     | 0        | 0        | 11     | 2      | 40     | 10     |
| 2009/10         | Galatasaray           | Süper Lig        | 28         | 7          | 4     | 3     | 0        | 0        | 12     | 0      | 44     | 10     |
| 2010/11         | Galatasaray           | Süper Lig        | 12         | 2          | 3     | 1     | 0        | 0        | 4      | 3      | 19     | 6      |
| 2011/12         | Atlético Madrid       | Primera División | 33         | 3          | 0     | 0     | 0        | 0        | 12     | 2      | 45     | 5      |
| 2012/13         | Atlético Madrid       | Primera División | 32         | 5          | 7     | 0     | 0        | 0        | 1      | 0      | 40     | 5      |
| 2013/14         | Atlético Madrid       | Primera División | 30         | 3          | 5     | 2     | 2        | 0        | 9      | 4      | 46     | 9      |
| 2014/15         | Atlético Madrid       | Primera División | 32         | 2          | 4     | 0     | 0        | 0        | 10     | 1      | 46     | 3      |
| 2015/16         | FC Barcelona          | Primera División | 18         | 2          | 4     | 0     | 0        | 0        | 3      | 0      | 25     | 2      |
| 2016/17         | FC Barcelona          | Primera División | 18         | 3          | 5     | 4     | 2        | 2        | 5      | 4      | 19     | 11     |
| 2017/18         | FC Barcelona          | Primera División | 0          | 0          | 0     | 0     | 0        | 0        | 0      | 0      | 0      | 0      |
| 2017/18         | → Istanbul Başakşehir | Süper Lig        | 11         | 2          | 0     | 0     | 0        | 0        | 0      | 0      | 11     | 2      |
| 2018/19         | → Istanbul Başakşehir | Süper Lig        | 17         | 0          | 2     | 0     | 0        | 0        | 0      | 0      | 19     | 0      |
| 2019/20         | → Istanbul Başakşehir | Süper Lig        | 9          | 0          | 0     | 0     | 0        | 0        | 3      | 0      | 12     | 0      |
| 2020/21         | Galatasaray           | Süper Lig        | 32         | 4          | 1     | 0     | 0        | 0        | 1      | 0      | 34     | 4      |
| 2021/22         | Galatasaray           | Süper Lig        | 7          | 0          | 0     | 0     | 0        | 0        | 5      | 0      | 13     | 0      |
| Carrière totaal | Carrière totaal       | Carrière totaal  | 380        | 55         | 36    | 10    | 4        | 2        | 83     | 18     | 504    | 85     |

## Interlandcarrière
Turan debuteerde op 18 augustus 2006 tegen Luxemburg in het Turks voetbalelftal. Op 25 mei 2008 maakte hij zijn eerste doelpunt tegen Uruguay.
Op het EK 2008 scoorde Turan tegen Tsjechië en maakte hij het winnende doelpunt tegen Zwitserland in de tweede minuut van de blessuretijd. Turan bereikte de halve finale van het EK 2008 met het Turks voetbalelftal, waarin met 3–2 verloren werd van Duitsland. Als aanvoerder nam Turan met Turkije in juni 2016 deel aan het Europees kampioenschap voetbal 2016 in Frankrijk. Na nederlagen tegen Spanje (0–3) en Kroatië (0–1) en een overwinning op Tsjechië (2–0) was Turkije uitgeschakeld in de groepsfase. Op 6 juni 2017 liet Turan weten zijn loopbaan als Turks international te beëindigen nadat een incident met een journalist had plaatsgevonden. Na het ontslag van voormalig bondscoach Fatih Terim, en de wens van de nieuwe bondscoach Mircea Lucescu om Turan terug te laten keren in het Turkse elftal, liet Turan weten weer beschikbaar te zijn.
| Interlands van Arda Turan voor Turkije | Interlands van Arda Turan voor Turkije | Interlands van Arda Turan voor Turkije | Interlands van Arda Turan voor Turkije | Interlands van Arda Turan voor Turkije | Interlands van Arda Turan voor Turkije | Interlands van Arda Turan voor Turkije |
| №                                      | Datum                                  | Wedstrijd                              | Uitslag                                | Soort wedstrijd                        | Doelpunten                             |                                        |
| Als speler bij Galatasaray             | Als speler bij Galatasaray             | Als speler bij Galatasaray             | Als speler bij Galatasaray             | Als speler bij Galatasaray             | Als speler bij Galatasaray             | Als speler bij Galatasaray             |
| -------------------------------------- | -------------------------------------- | -------------------------------------- | -------------------------------------- | -------------------------------------- | -------------------------------------- | -------------------------------------- |
| 1.                                     | 16 augustus 2006                       | Luxemburg – Turkije                    | 0 – 1                                  | Vriendschappelijk                      |                                        |                                        |
| 2.                                     | 6 september 2006                       | Turkije – Malta                        | 2 – 0                                  | Kwalificatie EK 2008                   |                                        |                                        |
| 3.                                     | 7 oktober 2006                         | Hongarije – Turkije                    | 0 – 1                                  | Kwalificatie EK 2008                   |                                        |                                        |
| 4.                                     | 11 oktober 2006                        | Turkije – Moldavië                     | 5 – 0                                  | Kwalificatie EK 2008                   |                                        |                                        |
| 5.                                     | 15 november 2006                       | Italië – Turkije                       | 1 – 1                                  | Vriendschappelijk                      |                                        |                                        |
| 6.                                     | 7 februari 2007                        | Georgië – Turkije                      | 1 – 0                                  | Vriendschappelijk                      |                                        |                                        |
| 7.                                     | 2 juni 2007                            | Bosnië en Herzegovina – Turkije        | 3 – 2                                  | Kwalificatie EK 2008                   |                                        |                                        |
| 8.                                     | 5 juni 2007                            | Brazilië – Turkije                     | 0 – 0                                  | Vriendschappelijk                      |                                        |                                        |
| 9.                                     | 22 augustus 2007                       | Roemenië – Turkije                     | 2 – 0                                  | Vriendschappelijk                      |                                        |                                        |
| 10.                                    | 8 september 2007                       | Malta – Turkije                        | 2 – 2                                  | Kwalificatie EK 2008                   |                                        |                                        |
| 11.                                    | 13 oktober 2007                        | Moldavië – Turkije                     | 1 – 1                                  | Kwalificatie EK 2008                   |                                        |                                        |
| 12.                                    | 17 oktober 2007                        | Turkije – Griekenland                  | 0 – 1                                  | Kwalificatie EK 2008                   |                                        |                                        |
| 13.                                    | 17 november 2007                       | Noorwegen – Turkije                    | 1 – 2                                  | Kwalificatie EK 2008                   |                                        |                                        |
| 14.                                    | 21 november 2007                       | Turkije – Bosnië en Herzegovina        | 1 – 0                                  | Kwalificatie EK 2008                   |                                        |                                        |
| 15.                                    | 6 februari 2008                        | Turkije – Zweden                       | 0 – 0                                  | Vriendschappelijk                      |                                        |                                        |
| 16.                                    | 26 maart 2008                          | Wit-Rusland – Turkije                  | 2 – 2                                  | Vriendschappelijk                      |                                        |                                        |
| 17.                                    | 20 mei 2008                            | Slowakije – Turkije                    | 0 – 1                                  | Vriendschappelijk                      |                                        |                                        |
| 18.                                    | 25 mei 2008                            | Uruguay – Turkije                      | 3 – 2                                  | Vriendschappelijk                      | 13'                                    |                                        |
| 19.                                    | 29 mei 2008                            | Finland – Turkije                      | 0 – 2                                  | Vriendschappelijk                      |                                        |                                        |
| 20.                                    | 11 juni 2008                           | Zwitserland – Turkije                  | 1 – 2                                  | EK 2008                                | 90+2'                                  |                                        |
| 21.                                    | 15 juni 2008                           | Tsjechië – Turkije                     | 2 – 3                                  | EK 2008                                | 75'                                    |                                        |
| 22.                                    | 20 juni 2008                           | Kroatië – Turkije                      | 1 – 1                                  | EK 2008                                |                                        |                                        |
| 23.                                    | 6 september 2008                       | Armenië – Turkije                      | 0 – 2                                  | Kwalificatie WK 2010                   |                                        |                                        |
| 24.                                    | 10 september 2008                      | Turkije – België                       | 1 – 1                                  | Kwalificatie WK 2010                   |                                        |                                        |
| 25.                                    | 11 oktober 2008                        | Turkije – Bosnië en Herzegovina        | 2 – 1                                  | Kwalificatie WK 2010                   | 51'                                    |                                        |
| 26.                                    | 15 oktober 2008                        | Estland – Turkije                      | 0 – 0                                  | Kwalificatie WK 2010                   |                                        |                                        |
| 27.                                    | 11 februari 2009                       | Turkije – Ivoorkust                    | 1 – 1                                  | Vriendschappelijk                      |                                        |                                        |
| 28.                                    | 28 maart 2009                          | Spanje – Turkije                       | 1 – 0                                  | Kwalificatie WK 2010                   |                                        |                                        |
| 29.                                    | 1 april 2009                           | Turkije – Spanje                       | 1 – 2                                  | Kwalificatie WK 2010                   |                                        |                                        |
| 30.                                    | 2 juni 2009                            | Turkije – Azerbeidzjan                 | 2 – 0                                  | Vriendschappelijk                      |                                        |                                        |
| 31.                                    | 5 juni 2009                            | Frankrijk – Turkije                    | 1 – 0                                  | Vriendschappelijk                      |                                        |                                        |
| 32.                                    | 12 augustus 2009                       | Oekraïne – Turkije                     | 0 – 3                                  | Vriendschappelijk                      |                                        |                                        |
| 33.                                    | 5 september 2009                       | Turkije – Estland                      | 4 – 2                                  | Kwalificatie WK 2010                   | 62'                                    |                                        |
| 34.                                    | 9 september 2009                       | Bosnië en Herzegovina – Turkije        | 1 – 1                                  | Kwalificatie WK 2010                   |                                        |                                        |
| 35.                                    | 14 oktober 2009                        | Turkije – Armenië                      | 2 – 0                                  | Kwalificatie WK 2010                   |                                        |                                        |
| 36.                                    | 3 maart 2010                           | Turkije – Honduras                     | 2 – 0                                  | Vriendschappelijk                      |                                        |                                        |
| 37.                                    | 22 mei 2010                            | Tsjechië – Turkije                     | 1 – 2                                  | Vriendschappelijk                      | 31'                                    |                                        |
| 38.                                    | 26 mei 2010                            | Noord-Ierland – Turkije                | 0 – 2                                  | Vriendschappelijk                      |                                        |                                        |
| 39.                                    | 29 mei 2010                            | Verenigde Staten – Turkije             | 2 – 1                                  | Vriendschappelijk                      | 27'                                    |                                        |
| 40.                                    | 11 augustus 2010                       | Turkije – Roemenië                     | 2 – 0                                  | Vriendschappelijk                      | 86'                                    |                                        |
| 41.                                    | 3 september 2010                       | Kazachstan – Turkije                   | 0 – 3                                  | Kwalificatie EK 2012                   | 24'                                    |                                        |
| 42.                                    | 7 september 2010                       | Turkije – België                       | 3 – 2                                  | Kwalificatie EK 2012                   | 78'                                    |                                        |
| 43.                                    | 29 maart 2011                          | Turkije – Oostenrijk                   | 2 – 0                                  | Kwalificatie EK 2012                   | 28'                                    |                                        |
| 44.                                    | 3 juni 2011                            | België – Turkije                       | 1 – 1                                  | Kwalificatie EK 2012                   |                                        |                                        |
| Als speler bij Atlético Madrid         |                                        |                                        |                                        |                                        |                                        |                                        |
| 45.                                    | 10 augustus 2011                       | Turkije – Estland                      | 3 – 0                                  | Vriendschappelijk                      |                                        |                                        |
| 46.                                    | 2 september 2011                       | Turkije – Kazachstan                   | 2 – 1                                  | Kwalificatie EK 2012                   | 90+6'                                  |                                        |
| 47.                                    | 6 september 2011                       | Oostenrijk – Turkije                   | 0 – 0                                  | Kwalificatie EK 2012                   |                                        |                                        |
| 48.                                    | 7 oktober 2011                         | Turkije – Duitsland                    | 1 – 3                                  | Kwalificatie EK 2012                   |                                        |                                        |
| 49.                                    | 11 oktober 2011                        | Turkije – Azerbeidzjan                 | 1 – 0                                  | Kwalificatie EK 2012                   |                                        |                                        |
| 50.                                    | 11 november 2011                       | Turkije – Kroatië                      | 0 – 3                                  | Kwalificatie EK 2012                   |                                        |                                        |
| 51.                                    | 29 februari 2012                       | Turkije – Slowakije                    | 1 – 2                                  | Vriendschappelijk                      |                                        |                                        |
| 52.                                    | 24 mei 2012                            | Georgië – Turkije                      | 1 – 3                                  | Vriendschappelijk                      |                                        |                                        |
| 53.                                    | 26 mei 2012                            | Finland – Turkije                      | 3 – 2                                  | Vriendschappelijk                      |                                        |                                        |
| 54.                                    | 29 mei 2012                            | Bulgarije – Turkije                    | 0 – 2                                  | Vriendschappelijk                      |                                        |                                        |
| 55.                                    | 2 juni 2012                            | Portugal – Turkije                     | 1 – 3                                  | Vriendschappelijk                      |                                        |                                        |
| 56.                                    | 5 juni 2012                            | Turkije – Oekraïne                     | 2 – 0                                  | Vriendschappelijk                      |                                        |                                        |
| 57.                                    | 15 augustus 2012                       | Oostenrijk – Turkije                   | 2 – 0                                  | Vriendschappelijk                      |                                        |                                        |
| 58.                                    | 7 september 2012                       | Nederland – Turkije                    | 2 – 0                                  | Kwalificatie WK 2014                   |                                        |                                        |
| 59.                                    | 11 september 2012                      | Turkije – Estland                      | 3 – 0                                  | Kwalificatie WK 2014                   |                                        |                                        |
| 60.                                    | 12 oktober 2012                        | Turkije – Roemenië                     | 0 – 1                                  | Kwalificatie WK 2014                   |                                        |                                        |
| 61.                                    | 14 november 2012                       | Turkije – Denemarken                   | 1 – 1                                  | Vriendschappelijk                      |                                        |                                        |
| 62.                                    | 6 februari 2013                        | Turkije – Tsjechië                     | 0 – 2                                  | Vriendschappelijk                      |                                        |                                        |
| 63.                                    | 22 maart 2013                          | Andorra – Turkije                      | 0 – 2                                  | Kwalificatie WK 2014                   |                                        |                                        |
| 64.                                    | 26 maart 2013                          | Turkije – Hongarije                    | 1 – 1                                  | Kwalificatie WK 2014                   |                                        |                                        |
| 65.                                    | 14 augustus 2013                       | Turkije – Ghana                        | 2 – 2                                  | Vriendschappelijk                      |                                        |                                        |
| 66.                                    | 6 september 2013                       | Turkije – Andorra                      | 5 – 0                                  | Kwalificatie WK 2014                   | 90+3'                                  |                                        |
| 67.                                    | 10 september 2013                      | Roemenië – Turkije                     | 0 – 2                                  | Kwalificatie WK 2014                   |                                        |                                        |
| 68.                                    | 11 oktober 2013                        | Estland – Turkije                      | 0 – 2                                  | Kwalificatie WK 2014                   |                                        |                                        |
| 69.                                    | 15 oktober 2013                        | Turkije – Nederland                    | 0 – 2                                  | Kwalificatie WK 2014                   |                                        |                                        |
| 70.                                    | 15 november 2013                       | Turkije – Noord-Ierland                | 1 – 0                                  | Vriendschappelijk                      |                                        |                                        |
| 71.                                    | 19 november 2013                       | Turkije – Wit-Rusland                  | 2 – 1                                  | Vriendschappelijk                      |                                        |                                        |
| 72.                                    | 5 maart 2014                           | Turkije – Zweden                       | 2 – 1                                  | Vriendschappelijk                      |                                        |                                        |
| 73.                                    | 3 september 2014                       | Denemarken – Turkije                   | 1 – 2                                  | Vriendschappelijk                      |                                        |                                        |
| 74.                                    | 9 september 2014                       | IJsland – Turkije                      | 3 – 0                                  | Kwalificatie EK 2016                   |                                        |                                        |
| 75.                                    | 10 oktober 2014                        | Turkije – Tsjechië                     | 1 – 2                                  | Kwalificatie EK 2016                   |                                        |                                        |
| 76.                                    | 13 oktober 2014                        | Letland – Turkije                      | 1 – 1                                  | Kwalificatie EK 2016                   |                                        |                                        |
| 77.                                    | 12 november 2014                       | Turkije – Brazilië                     | 0 – 4                                  | Vriendschappelijk                      |                                        |                                        |
| 78.                                    | 16 november 2014                       | Turkije – Kazachstan                   | 3 – 1                                  | Kwalificatie EK 2016                   |                                        |                                        |
| 79.                                    | 31 maart 2015                          | Luxemburg – Turkije                    | 1 – 2                                  | Vriendschappelijk                      |                                        |                                        |
| 80.                                    | 8 juni 2015                            | Turkije – Bulgarije                    | 4 – 0                                  | Vriendschappelijk                      |                                        |                                        |
| 81.                                    | 12 juni 2015                           | Kazachstan – Turkije                   | 0 – 1                                  | Kwalificatie EK 2016                   | 88'                                    |                                        |
| Als speler bij FC Barcelona            |                                        |                                        |                                        |                                        |                                        |                                        |
| 82.                                    | 3 september 2015                       | Turkije – Letland                      | 1 – 1                                  | Kwalificatie EK 2016                   |                                        |                                        |
| 83.                                    | 6 september 2015                       | Turkije – Nederland                    | 3 – 0                                  | Kwalificatie EK 2016                   | 26'                                    |                                        |
| 84.                                    | 10 oktober 2015                        | Tsjechië – Turkije                     | 0 – 2                                  | Kwalificatie EK 2016                   |                                        |                                        |
| 85.                                    | 13 oktober 2015                        | Turkije – IJsland                      | 1 – 0                                  | Kwalificatie EK 2016                   |                                        |                                        |
| 86.                                    | 13 november 2015                       | Qatar – Turkije                        | 1 – 2                                  | Vriendschappelijk                      | 69'                                    |                                        |
| 87.                                    | 17 november 2015                       | Turkije – Griekenland                  | 0 – 0                                  | Vriendschappelijk                      |                                        |                                        |
| 88.                                    | 24 maart 2016                          | Turkije – Zweden                       | 2 – 1                                  | Vriendschappelijk                      |                                        |                                        |
| 89.                                    | 29 maart 2016                          | Oostenrijk – Turkije                   | 1 – 2                                  | Vriendschappelijk                      | 56'                                    |                                        |
| 90.                                    | 29 mei 2016                            | Turkije – Montenegro                   | 1 – 0                                  | Vriendschappelijk                      |                                        |                                        |
| 91.                                    | 5 juni 2016                            | Slovenië – Turkije                     | 0 – 1                                  | Vriendschappelijk                      |                                        |                                        |
| 92.                                    | 12 juni 2016                           | Turkije – Kroatië                      | 0 – 1                                  | EK 2016                                |                                        |                                        |
| 93.                                    | 17 juni 2016                           | Spanje – Turkije                       | 3 – 0                                  | EK 2016                                |                                        |                                        |
| 94.                                    | 21 juni 2016                           | Tsjechië – Turkije                     | 0 – 2                                  | EK 2016                                |                                        |                                        |
| 95.                                    | 12 november 2016                       | Turkije - Kosovo                       | 2 - 0                                  | Kwalificatie WK 2018                   |                                        |                                        |
| 96.                                    | 24 maart 2017                          | Turkije - Finland                      | 2 - 0                                  | Kwalificatie WK 2018                   |                                        |                                        |
| 97.                                    | 5 juni 2017                            | Macedonië - Turkije                    | 0 - 0                                  | Vriendschappelijk                      |                                        |                                        |
| 98.                                    | 2 september 2017                       | Oekraïne - Turkije                     | 2 - 0                                  | Kwalificatie WK 2018                   |                                        |                                        |
| 99.                                    | 5 september 2017                       | Turkije - Kroatië                      | 1 - 0                                  | Kwalificatie WK 2018                   |                                        |                                        |
| 100.                                   | 6 oktober 2017                         | Turkije - IJsland                      | 0 - 3                                  | Kwalificatie WK 2018                   |                                        |                                        |

## Trainerscarrière
In april 2023 werd hij aangesteld als trainer van Eyüpspor, uitkomend in het tweede niveau van Turkije. De club eindigde als vijfde en kreeg een plek in de play-offs voor promotie, waar het in de halve finale werd uitgeschakeld. In het seizoen erop werd Arda met zijn team kampioen en promoveerde alsnog naar de Süper Lig.
Medio 2025 ging Turan aan de slag als eindverantwoordelijke bij FK Sjachtar Donetsk, als opvolger van Marino Pusic.

## Erelijst

### Als speler
| Competitie          |             |                  |             |             |
| Competitie          | Aantal      | Jaren            |             |             |
| Galatasaray         | Galatasaray | Galatasaray      | Galatasaray | Galatasaray |
| ------------------- | ----------- | ---------------- | ----------- | ----------- |
| Süper Lig           | 1x          | 2007/08          |             |             |
| Turkse voetbalbeker | 1x          | 2004/05          |             |             |
| Turkse Supercup     | 1x          | 2008             |             |             |
| Atlético Madrid     |             |                  |             |             |
| Continentaal        |             |                  |             |             |
| UEFA Europa League  | 1x          | 2011/12          |             |             |
| UEFA Super Cup      | 1x          | 2012             |             |             |
| Nationaal           |             |                  |             |             |
| Primera División    | 1x          | 2013/14          |             |             |
| Copa del Rey        | 1x          | 2012/13          |             |             |
| Supercopa de España | 1x          | 2014             |             |             |
| FC Barcelona        |             |                  |             |             |
| Primera División    | 1x          | 2015/16          |             |             |
| Copa del Rey        | 2x          | 2015/16, 2016/17 |             |             |
| Supercopa de España | 1x          | 2016             |             |             |

| Competitie | Winnaar | Winnaar | Runner-up | Runner-up | Derde   | Derde   |
| Competitie | Aantal  | Jaren   | Aantal    | Jaren     | Aantal  | Jaren   |
| Turkije    | Turkije | Turkije | Turkije   | Turkije   | Turkije | Turkije |
| ---------- | ------- | ------- | --------- | --------- | ------- | ------- |
| EK         |         |         |           |           | 1x      | 2008    |

### Als trainer
| TFF 1. Lig | 1x | 2023/24 |

## Persoonlijk
Arda had lang een relatie met actrice Sinem Kobal, maar kreeg later een relatie met Aslıhan Doğan, dochter van een welvarend tekstielfabrikant, met wie hij in 2018 in het huwelijksbootje stapte. Samen hebben twee zonen: Hamza Arda en Asil Aslan. De naam van zijn tweede zoon betekent vertaald Nobele Leeuw, verwijzend naar het symbool van Galatasaray.
Arda Turan is etnisch Albanees. Zijn familie is gemigreerd vanuit het voormalige Joegoslavië.
2 Traoré ·
4 Franjić ·
5 Bondar ·
6 Stepanenko  ·
7 Eguinaldo ·
8 Kryskiv ·
9 Sjved ·
10 Soedakov ·
11 Zoebkov ·
12 Puzankov ·
13 Pedrinho ·
14 Sikan ·
16 Azarovi ·
17 Tobias ·
18 Ghram ·
20 Hloesjtsjenko ·
21 Bondarenko ·
22 Matvijenko ·
24 Tsoekanov ·
26 Konoplja ·
29 Nazaryna ·
30 Gomes ·
31 Riznyk ·
37 Kevin ·
38 Pedrinho ·
39 Newerton ·
48 Tvardovskyj ·
72 Fesjoen ·
74 Faryna ·
Coach: Pusic
· Assistent-coach: Stanić
· Assistent-coach: Van der Weerden
· Keeperstrainer: Van der Gouw
· Keeperstrainer: Pjatov
1 Basmaz ·
2 Sungur ·
3 Kahya ·
4 Yilmaz ·
5 İrtegün ·
6 Dağaşan ·
7 Hamzaoglu ·
8 Kaya ·
9 Reis ·
10 Aktepe ·
11 Atak ·
12 Babacan ·
13 Arda Turan ·
14 Sakarya ·
15 Kurtuluş ·
16 Aksu ·
17 Can Arat ·
18 Akyüz ·
Coach: Mesci
1 Reçber ·
2 Servet ·
3 Balta ·
4 Zan ·
5 Emre Belözoğlu  ·
6 Mehmet Topal ·
7 Mehmet Aurélio ·
8 Nihat ·
9 Şentürk ·
10 Karadeniz ·
11 Metin ·
12 Zengin ·
13 Emre Güngör ·
14 Turan ·
15 Emre Aşık ·
16 Boral ·
17 Tuncay Şanlı ·
18 Kâzım-Richards ·
19 Akman ·
20 Sarıoğlu ·
21 Erdinç ·
22 Altıntop ·
23 Demirel ·
Coach: Terim
1 Babacan ·
2 Kaya ·
3 Balta ·
4 Çalık ·
5 Şahin ·
6 Çalhanoğlu ·
7 Gönül ·
8 İnan ·
9 Tosun ·
10 Turan ·
11 Şahan ·
12 Kıvrak ·
13 Köybaşı ·
14 Özyakup ·
15 Topal ·
16 Tufan ·
17 Yılmaz ·
18 Erkin ·
19 Mallı ·
20 Şen ·
21 Mor ·
22 Özbayraklı ·
23 Tekin ·
Coach: Terim